# یابوونگ-یانکووتسه
یابوونگ-یانکووتسه (به لاتین: Jabłoń-Jankowce) یک روستا در لهستان است که در گمینا نووه پیکوته واقع شده‌است.